# Доппельмайеры (дворянский род)
Доппельмайер (нем. Doppelmayer) — дворянский род.
Род Доппельмайер был записан во 2-ю часть дворянской родословной книги Курской, 2-ю и 3-ю части Рязанской (1830 и 1834) и Московской (1794 и 1853) губерний.
Основатель московской ветви потомственных дворян коллежский советник Гавриил Иванович Доппельмайер (1748 — до 1812). Был женат на дочери Лифляндского дворянина Марии Ивановне Деллингсгаузен. Был внесён в 3-ю часть дворянской родословной книги Московской губернии с женой и детьми; на тот момент у него родились: Софья, Георгий (1789—1849), Гавриил (1790 — после 1862), Елизавета (1783—?), Александр (1794—?). Впоследствии родились ещё Константин (1796—1843), близнецы Николай и Анна, Александра; 11 января 1830 года штабс-капитан в отставке (впоследствии рязанский губернский прокурор и председатель рязанской палаты гражданского суда) Константин Гаврилович Доппельмайер с женой Ольгой Петровной (урожд. Иванчина; ?—1847) и потомством были внесены во 2-ю часть дворянской родословной книги Рязанской губернии.
К этом роду принадлежат также командир 28-й артиллерийской бригады генерал-майор Григорий Гаврилович Доппельмайер (1838—1901) и профессор зоологии Георгий Георгиевич Доппельмайер (1880—1952)